# Ляхов, Николай Дмитриевич
Николай Дмитриевич Ляхов (17 [29] апреля 1897 , Одесса — 30 апреля 1962, Рединг) — офицер Российской Императорской Армии, участник Первой мировой и Гражданской войн, первый тренер собак-поводырей в Великобритании.

## Биография
Родился в 1897 году. Окончил Второй Кадетский корпус и Николаевское кавалерийское училище. Хорунжий лейб-гвардии Казачьего полка. С 1918 года в офицерской казачьей дружине при Донском атамане Добровольческой Армии. Участник Первого «Ледяного» похода. Капитан. Был ранен в бою 31 марта 1918 года, когда на большой скорости упал с подкошенного пулей коня и ударился о землю, разбив себе коленные чашечки. Вместе с остатками Белой армии в ноябре 1920 года он эвакуируется из Крыма в Константинополь, из которого перебирается в Югославию. Уже находясь в эмиграции, в 1925 году он женится на российской беженке — княжне Ирине Владимировне Урусовой и переезжает в Париж. С 1926 года адъютант генерала Врангеля. Затем по состоянию здоровья переехал в Швейцарию, где работал инструктором по вождению. Именно здесь в 1932 году Ляхов стал учеником дрессировщика в центре для тренировки собак-поводырей в Веве. Центр создала в 1928 году американка Дороти Юстис (Dorothy Eustis). Вскоре в центр поступила просьба из Великобритании направить инструктора для запуска подобных программ в Соединённом Королевстве. По рекомендации Юстис в октябре 1933 года Ляхов переехал в Чешир и стал первым тренером Британской ассоциации собак-поводырей в местечке Уолласи.
Трудно переоценить влияние Николая Ляхова на развитие собаководства для слепых в Великобритании. Так, он разработал ошейник для собаки, покрашенный белой краской, чтобы ночью собаки были более заметны. Он также разработал очки для слепых, которые сразу выделяют их в толпе, и современную упряжь для собак-поводырей. За заслуги на поприще дрессировщика Николай Дмитриевич в 1953 году был награждён Орденом Британской империи. В 1954 году Ассоциация купила для него дом в Рединге — так ему было намного проще руководить двумя центрами. Однако ухудшающееся здоровье стало существенно влиять на его работу, и в 1958 году Ляхов вышел на пенсию.

## Семья
- Отец: Ляхов, Дмитрий Тимофеевич — родился 10 ноября 1862 года. Казак ст. Раздорской на Дону, Войска Донского. Образование получил в Новочеркасских Реальном и Юнкерском училище казаков и офицерской кавказской школе. Выпущен подхорунжим в 1889 году в 8-й Донской полк. В офицеры был произведён в 1900 году. Участник Первой Мировой и Гражданской войн. В 1916 году был произведён в полковники. В 15-м Донском полку с 1914 по 1916 год. Кавалер Ордена Св. Георгия 4-й степени. Сторонник «самостийности» казачьих территорий и казачьих войск. В 1918 году вступил в ряды Донской армии. Содействовал формированию астраханских казачьих частей для участия в боях Донской и Добровольческой армий. В отставке — 4 апреля 1920 года с производством в генерал-майоры. В эмиграции во Франции. Умер в Кенси, под Парижем, 19 февраля 1941 года.
- Мать: Дочь священнослужителя Петербургской губернии — Лапшина Варвара Григорьевна.
- Брат: Ляхов, Григорий Дмитриевич — (8 [20] января 1896 — 12 августа 1973) — советский военно-морской деятель, инженерный работник, заместитель начальника НИИ военного кораблестроения, инженер-флагман 3-го ранга (1936).
- Брат: Ляхов, Леонид Дмитриевич — родился 7 марта 1903 года, из донских казаков, станицы Раздорской с Дона, 1-го Донского округа. Во ВСЮР и Русской Армии. Гардемарин Морского корпуса в Севастополе с 1919 года. Эвакуировался с флотом в Бизерту. Окончил Морской корпус в изгнании. С 19 ноября 1922 года — корабельный гардемарин, последнего выпуска корабельных гардемарин Русского флота в Бизерте. В эмиграции с марта 1922 года, во Франции. Окончил университет в городе Безансон по предоставленной с 27 февраля 1923 года французской стороной стипендии. Инженер-химик. Его сын Ляхов Дмитрий Леонидович — в 60-х годах создал казачий вокально-инструментальный ансамбль под своим управлением, состоявший из оркестра балалаечников и трёх певцов-солистов, давал концерты, как во Франции, так и в других странах. Умер 24 ноября 1999 года в Париже. Был похоронен рядом с родителями.). Член Морского Собрания в Париже. Умер 20 июня 1967 года под Парижем, был похоронен на кладбище Кенси.
- Сёстры: Татьяна (10.01.1899 — ?), Наталья (12.07.1900 — ?).
- Дочь: Татьяна.